# Columbiad

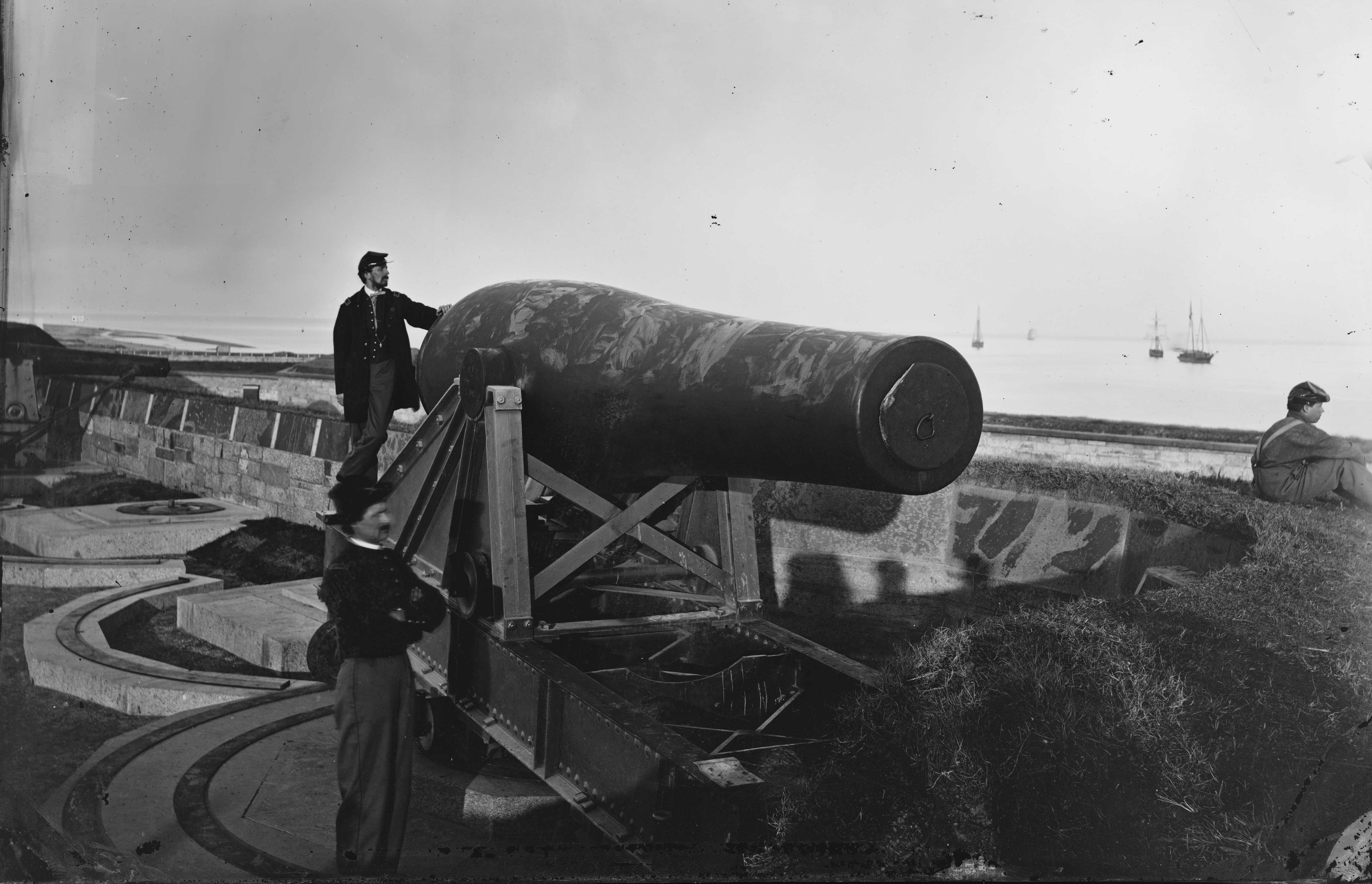
Columbiad de 15 pouces (381mm) à Fort Monroe (1864)

Un canon « columbiad » est une pièce d'artillerie de gros calibre, à âme lisse, se chargeant par la bouche et capable de tirer des projectiles en tir tendu ou en tir courbe. À l'origine, sa particularité est d'avoir une chambre au fond du tube, à l'image de celle présente sur les obusiers. Cette particularité disparaîtra, mais le nom sera conservé.
Capable de tirer à longue portée, un « columbiad » est un canon de marine excellent pour la défense des côtes à son époque. Inventé par le colonel George Bomford, en 1811, ils furent utilisés de 1812 jusqu'au début du XXe siècle. Ce type de canon ne se retrouve que très rarement ailleurs qu'aux États-Unis.
Les columbiads ont été améliorés à la fin des années 1850 par un processus de fabrication industrielle aboutissant au canon Rodman utilisé par l'armée nordiste.
Le columbiad ferait partie des armes ayant inspiré Henri-Joseph Paixhans quelque 30 ans plus tard.

Structure d'un columbiad. Noter la présence de la chambre sur le modèle de droite (1844). Elle n'existe plus sur le modèle de gauche (columbiad "Rodman", 1861).

Jules Verne s'en est également inspiré dans son roman De la Terre à la Lune.